# Roger Williams (Politiker, 1949)

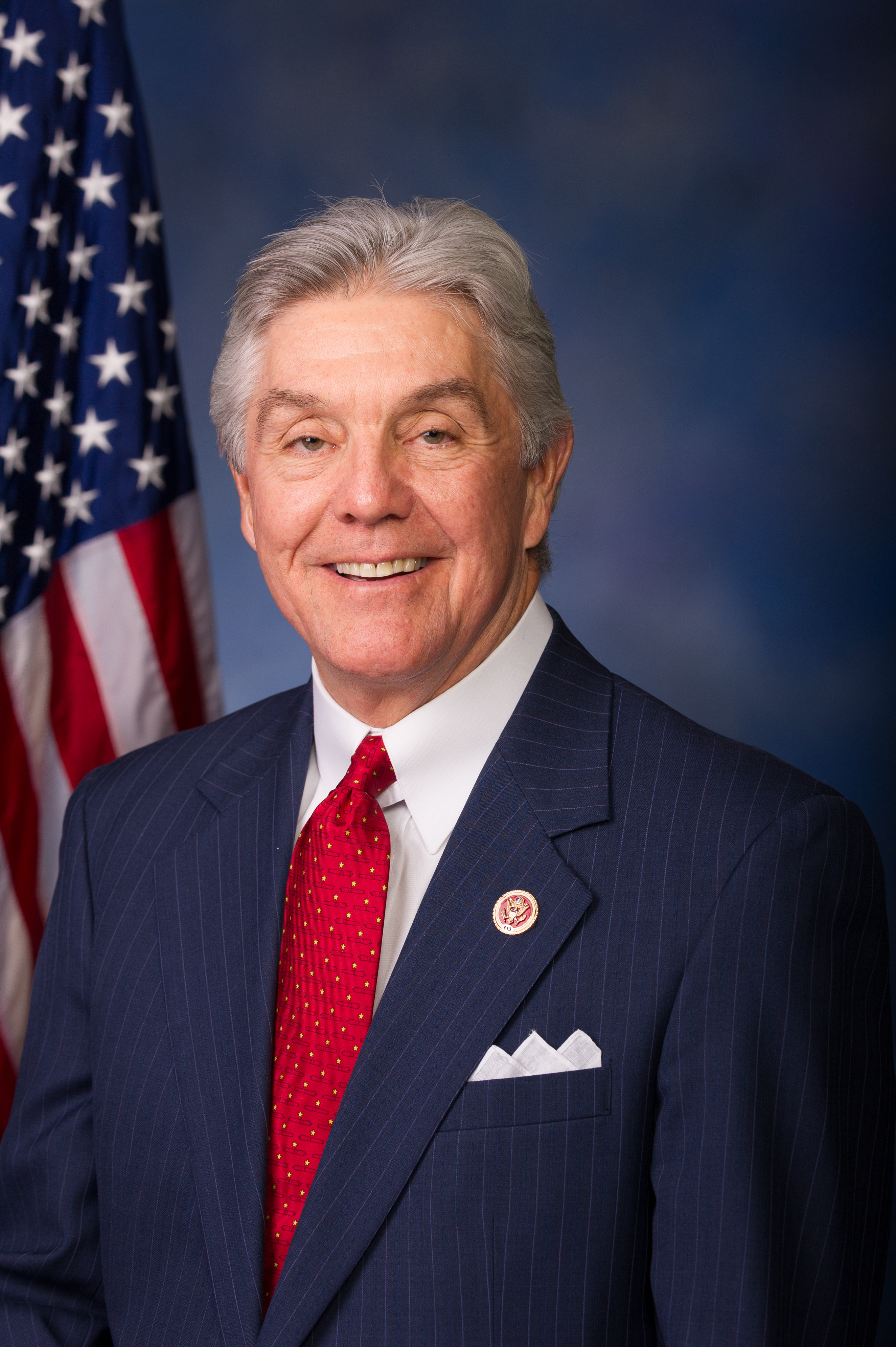
Roger Williams (2014)

John Roger Williams (* 13. September 1949 in Evanston, Illinois) ist ein US-amerikanischer Politiker der Republikanischen Partei. Seit 2013 vertritt er den 25. Distrikt des Bundesstaats Texas im US-Repräsentantenhaus.

## Werdegang
Roger Williams besuchte die Arlington Heights High School in Fort Worth und studierte danach bis 1972 an der Texas Christian University, ebenfalls in Fort Worth. Damals war er auch als Baseballspieler und Trainer tätig. Später arbeitete er in der 1939 gegründeten familieneigenen Autofirma, deren Eigentümer er wurde.
Roger Williams hat mit seiner Ehefrau zwei erwachsene Töchter und lebt in Weatherford, dem Sitz von Parker County. Er ist nach wie vor Eigentümer seiner Autofirma, dem Dodge-, Jeep- und Chrysler-Händler Roger Williams Chrysler Dodge Jeep Ram.

## Politik
Politisch schloss er sich der Republikanischen Partei an. Er unterstützte die Gouverneurs- und Präsidentschaftswahlkämpfe von George W. Bush. Zwischen 2005 und 2007 war er als Secretary of State der geschäftsführende Beamte der Staatsregierung von Texas.
Bei den Kongresswahlen des Jahres 2012 wurde Williams im 25. Wahlbezirk von Texas in das US-Repräsentantenhaus in Washington, D.C. gewählt, wo er am 3. Januar 2013 die Nachfolge von Lloyd Doggett antrat. Ursprünglich hatte Williams eine Kandidatur für den US-Senat ins Auge gefasst, wovon er aber wieder Abstand nahm.
Beim Kongress-Baseball-Attentat am 14. Juni 2017 zog sich Williams auf der Flucht eine Verletzung zu, als er in einen Unterstand sprang, und wurde auf einer Trage vom Spielfeld gebracht.
Nach bisher sechs Wiederwahlen in den Jahren 2014 bis 2024 kann er sein Amt bis heute ausüben. Seine aktuelle, insgesamt siebte Legislaturperiode im Repräsentantenhaus des 119. Kongresses läuft noch bis zum 3. Januar 2027.

### Ausschüsse
Er ist aktuell Mitglied in folgenden Ausschüssen des Repräsentantenhauses:
- Committee on Financial Services
  - Financial Institutions and Monetary Policy
  - National Security, Illicit Finance, and International Financial Institutions
- Committee on Small Business